# 董琮
董琮，山西黎城县人，清朝政治人物、進士出身。
嘉慶十九年，登进士，历太原府教授。